# Akodon torques
Akodon torques es una especie de roedor de la familia Cricetidae.

## Distribución geográfica
Se encuentra sólo en Perú.  